# Dasypolia asiatica
Dasypolia asiatica là một loài bướm đêm trong họ Noctuidae.